# Huayan, Tongnan
Huayan (kinesiska: 花岩) är en köping i sydvästra Kina. Den ligger i stadsdistriktet Tongnan i storstadsområdet Chongqing, omkring 120 kilometer nordväst om det centrala stadsdistriktet Yuzhong. Antalet invånare är 6 050. Befolkningen består av 2 958 kvinnor och 3 092 män. Barn under 15 år utgör 16,0 %, vuxna 15-64 år 64 %, och äldre över 65 år 19,0 %.